# Hassan Sunny
Hassan bin Abdullah Sunny (* 2. April 1984 in Singapur), auch als Hassan Sunny bekannt, ist ein singapurischer Fußballspieler.

## Karriere

### Verein
Das Fußballspielen erlernte Hassan Sunny auf der National Football Academy in Singapur. Seinen ersten Vertrag unterschrieb er 2003 bei Geylang International, einem Verein, der in der S. League spielte. Nach 31 Spielen wechselte er 2004 zum Ligakonkurrenten Young Lions. Hier stand er 43 Mal im Tor. 2006 kehrte er zu Geylang International zurück. Über die Erstligisten Tampines Rovers (2008–2011) und Warriors FC (2012–2014), mit dem er 2014 Meister wurde, ging er 2015 nach Thailand. Hier unterschrieb er einen Vertrag bei Army United in Bangkok. Der Verein spielte in der höchsten Liga, der Thai Premier League. 2017 wechselte er wieder nach Singapur und schloss sich dem Erstligisten Home United an. Nach einem Jahr unterschrieb er 2018 wieder einen Vertrag in Bangkok bei seinem ehemaligen Club Army United. Für die Army stand er 2019 37 Mal im Tor. Nachdem der Club Ende 2019 bekannt gab, dass der Verein sich aus der Liga zurückzieht, wechselte er 2020 wieder in sein Heimatland und schloss sich dem Erstligisten Lion City Sailors an. 2021 feierte er mit den Sailors die singapurische Meisterschaft. 2022 gewann der mit den Sailors den Singapore Community Shield. Das Spiel gegen Albirex Niigata (Singapur) gewann man mit 2:1. Nach 51 Erstligaspielen für die Sailors wechselte er zu Beginn der Saison 2023 zum ebenfalls in der ersten Liga spielenden Albirex Niigata (Singapur). Der Verein ist ein Ableger des japanischen Erstligisten Albirex Niigata. Sein erstes Pflichtspiel für Albirex bestritt er am 19. Februar 2023 im Singapore Community Shield. In dem Spiel gegen Hougang United stand er in der Startelf und spielte die kompletten 90 Minuten. Albirex gewann das Spiel 3:0. Am Ende der Saison 2023 feierte er mit Niigata die singapurische Meisterschaft.

### Nationalmannschaft
Seit 2004 spielt Hassan Sunny für die singapurische Nationalmannschaft. Bisher stand er 103 Mal im Tor.

## Erfolge

### Verein
Warriors FC
- Singapurischer Meister: 2014
- Singapore Cup: 2012

Lion City Sailors
- Singapurischer Meister: 2021
- Singapore Community Shield: 2022

Albirex Niigata (Singapur)
- Singapurischer Meister: 2023
- Singapore Community Shield: 2023

### Nationalmannschaft
- AFF Championship: 2004, 2007
- Southeast Asian Games: 2007 – 3. Platz

## Auszeichnungen
- S. League – Player of the Year: 2014